# Willebringen
Willebringen est une section de la commune belge de Boutersem située en Région flamande dans la province du Brabant flamand. C'était une commune à part entière avant la fusion des communes de 1965.

## Évolution démographique
- Sources : INS, Rem. : 1831 jusqu'en 1970 = recensements, 1976 = nombre d'habitants au 31 décembre.

## Histoire
Augustin van Velpe, dit Éveraert, seigneur d'Opvelp, Neervelp, Maillart, Houtzem, Wellebringen, est capitaine au service du roi d'Espagne et meurt en 1594. Il est le premier mari de Catherine de Tenremonde, (Famille de Tenremonde), dame du Jardin, du Sart, fille de Joachim de Tenremonde, seigneur du Gardin, de Bommale, et de Marguerite Mathy. Elle meurt en 1603 après s'être remariée.